# Retamoso de la Jara
Retamoso de la Jara é um município da Espanha na província de Toledo, comunidade autónoma de Castilla-La Mancha, de área 48,24 km² com população de 132 habitantes (2006) e densidade populacional de 2,79 hab/km².
No 2004 trocou o seu nome de Retamoso por Retamoso de la Jara.

## Demografia
| Variação demográfica do município entre 1991 e 2004 | Variação demográfica do município entre 1991 e 2004 | Variação demográfica do município entre 1991 e 2004 | Variação demográfica do município entre 1991 e 2004 |
| --------------------------------------------------- | --------------------------------------------------- | --------------------------------------------------- | --------------------------------------------------- |
| 1991                                                | 1996                                                | 2001                                                | 2004                                                |
| 196                                                 | 198                                                 | 134                                                 | 135                                                 |